# Europäische EDV-Akademie des Rechts

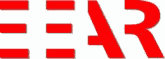
Logo der EEAR

Die Europäische EDV-Akademie des Rechts (EEAR) war eine juristische Forschungs- und Fortbildungseinrichtung mit Sitz in Saarbrücken. Gesellschafter waren das Saarland und der Deutsche EDV-Gerichtstag.

## Geschichte
Auf der Suche nach einem Standort für die Akademie lagen dem EDV-Gerichtstag mehrere Angebote vor, darunter eines der Stadt Goslar. Die Entscheidung, die Akademie in Merzig anzusiedeln, wurde im Juni 2005 getroffen. Ausschlaggebend war unter anderem die Nähe zu den Städten Saarbrücken (Universität des Saarlandes), Trier (Universität Trier, Deutsche Richterakademie), Wadern (Internationales Begegnungs- und Forschungszentrum für Informatik) und Luxemburg (Universität Luxemburg). Die EEAR wurde im ehemaligen Schwesternwohnheim im Merziger Fellenbergpark untergebracht. Dort standen auf etwa 350 Quadratmetern fünf Seminar- und zwei Büroräume bereit. Die feierliche Eröffnung fand am 24. April 2006 statt. Wegen der Nähe zur Universität des Saarlandes wurde der Firmensitz 2015 nach Saarbrücken verlegt.
Der Gesellschaftsvertrag wurde am 8. November 2005 vom saarländischen Wissenschaftsminister Jürgen Schreier und dem Vorsitzenden des EDV-Gerichtstags Maximilian Herberger unterzeichnet. Das Stammkapital der gemeinnützigen GmbH belief sich auf 210.000 Euro, von denen das Saarland 150.000 Euro und der EDV-Gerichtstag 60.000 Euro trugen.
Im Rahmen der Initiative Deutschland – Land der Ideen wurde die EEAR am 22. April 2007 als Ort des Tages vorgestellt.
Die Gesellschaft hat den Geschäftsbetrieb eingestellt und wurde im Juni 2018 liquidiert.

## Aufgaben
Laut Gesellschaftsvertrag befasste sich die EEAR mit der „Durchführbarkeit und den Folgen der elektronischen Informationsverarbeitung in Recht und Verwaltung“ und sollte Wissenschaft und Forschung fördern, „insbesondere durch Förderung des Einsatzes von Informationstechnik im Rechtswesen und in der Verwaltung“. Dazu bot die Akademie Seminare und Workshops an, in denen man die Teilnehmer beispielsweise mit dem Internetrecht (etwa dem elektronischen Rechtsverkehr, XJustiz oder der elektronischen Signatur) und anderen Bereichen des IT-Rechts (zum Beispiel dem Datenschutz oder der Computerkriminalität) vertraut macht. Für Dolmetscher und Übersetzer wurde gemeinsam mit dem Bundesverband der Dolmetscher und Übersetzer ein Seminar zum deutschen Zivil- und Strafrecht angeboten.

Creative Commons

Im Februar 2007 wurde die EEAR Kooperationspartner von Creative Commons. Als Project Lead war die Akademie gemeinsam mit dem Saarbrücker Institut für Rechtsinformatik für die Anpassung der Lizenzen an die deutsche Rechtslage verantwortlich. Zuletzt wurde eine deutsche Version der 3.0-Lizenzen erarbeitet.
Daneben begleitete die Akademie die Erarbeitung von EDV-Lösungen für das Rechtswesen, zum Beispiel ein Pilotprojekt zum Einsatz der Spracherkennung an hessischen Sozialgerichten, und führte Fachtagungen durch wie das jährliche Merziger Datenbankenforum Recht. Im Auftrag der Kultusministerkonferenz betreute die EEAR seit 2006 die hochschulrechtliche Sammlung, die nun als freizugängliche Onlinedatenbank fortgeführt wird.
Im Mai 2007 richtete die EEAR das Zentrale Schutzschriftenregister ein, bei dem Schutzschriften hinterlegt werden konnten, die dann von den Gerichten abrufbar waren. Insbesondere bei einem „fliegenden Gerichtsstand“ sollte den Einreichern dadurch die Möglichkeit gegeben werden, ihre Schutzschriften an einer zentralen Stelle zu hinterlegen. Für die Gerichte wurde darüber hinaus der Verwaltungsaufwand reduziert. Im Juli 2007 konnten die Landgerichte Saarbrücken, Mannheim und Bremen als Partner für das Pilotprojekt gewonnen werden. Zwischenzeitlich führten 45 Landgerichte und 17 Amtsgerichte beim Eingang eines Antrags auf Erlass einer einstweiligen Verfügung eine elektronische Abfrage im Register durch. Gemäß dem zum 1. Januar 2016 in Kraft getretenen § 945a ZPO führt die Landesjustizverwaltung Hessen für die Länder ein zentrales, länderübergreifendes elektronisches Register für Schutzschriften (Schutzschriftenregister). Bis eine flächendeckende Versorgung der Rechtsanwälte mit Signaturkarten und damit eine umfassende Nutzung des neuen Registers gewährleistet war, hat die EEAR ihr Schutzschriftenregister in Abstimmung mit der Justizverwaltung im Parallelbetrieb neben dem Schutzschriftenregister nach § 945a ZPO weiter angeboten. Am 30. November 2016 wurde diese ursprüngliche Form des Schutzschriftenregisters endgültig eingestellt.